# Simon Heinrich (Lippe)

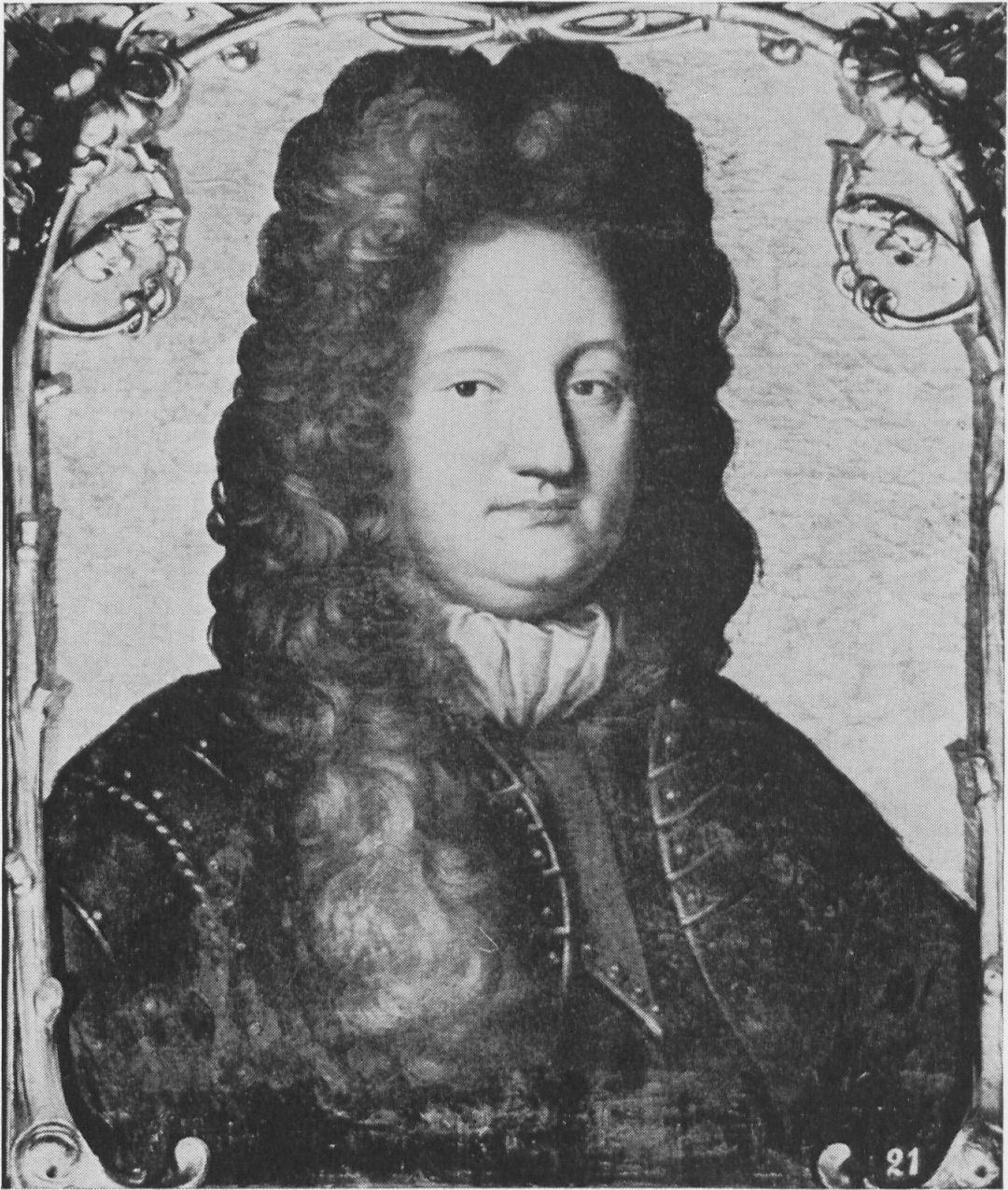
Simon Heinrich zur Lippe

Simon Heinrich zur Lippe-Detmold (* 13. März 1649 in Sternberg; † 2. Mai 1697 in Detmold) war Landesherr der Grafschaft Lippe-Detmold.

## Leben
Simon Heinrich war der älteste Sohn des Grafen Hermann Adolf zur Lippe-Detmold und dessen erster Frau, der Gräfin Ernestine zu Ysenburg-Büdingen-Birstein. Simon-Heinrich hatte drei Schwestern: Anna Maria (1651–1690), Sophie Ernestine (1652–1702) sowie Johanna Elisabeth (1653–1690).
1665 trat er die Regierung an. Am 15. September 1666 heiratete er in Den Haag Freifrau Amalia von Dohna-Vianen, Erbburggräfin zu Utrecht, Erbin von Vianen und Ameiden (* 2. Februar 1644 in Den Haag), Tochter des Generals Christian Albrecht von Dohna.

Nachdem die Brüder seiner Frau während der Türkenkriege vor Ofen (1686) gefallen waren, fiel deren Erbe der Grafschaft Lippe zu; es umfasste die Herrschaft Vianen mit Ameide, die Burggrafschaft Utrecht und zahlreiche Güter aus dem Hause Brederode.
1683–1685 ließ er bei dem heutigen Augustdorf das dort durch seinen Vater 1657 erbaute Jagdhaus Lopshorn durch ein repräsentatives Jagdschloss mit symmetrisch um einen Ehrenhof angeordneten Nebengebäuden ersetzen. Die im palladianischen Klassizismus gestaltete Anlage bestand aus einem schlichten zweigeschossigen Hauptgebäude mit Mezzanin-Geschoss, das von zwei eingeschossigen Stallgebäuden flankiert wurde. In den Ställen war das bereits im 16. Jahrhundert gegründete Senner Gestüt untergebracht. Der Komplex fiel am 11. Juli 1945 einem Brandanschlag von Kriegsgefangenen zum Opfer und wurde 1947 abgebrochen.
Simon Heinrich starb am 2. Mai 1697 in Detmold. Seine Frau Amalie zog anschließend auf das Schloss Varenholz, wo sie am 11. März 1700 starb.

## Nachkommen
Aus der Ehe mit Amalia gingen 16 Kinder hervor:
- Friedrich Adolf (* 2. September 1667 im Schloss Detmold; † 18. Juli 1718 in Detmold), Graf zur Lippe-Detmold
- Ferdinand (Friedrich) Christian (* 13. September 1668 in Detmold; † 18. Oktober 1724 in Samrodt), Graf zur Lippe-Detmold, Herr auf Samrodt – verheiratet am 23. März 1695 in Detmold mit Henriette Ursula von Dohna (* 25. Januar  1663; † 2. Mai 1712)
- Henriette Sofie (* 23. Oktober 1669 in Detmold; † 25. Oktober 1669 ebenda)
- Heinrich Ernst (* 24. Januar 1671 in Detmold; † 1. Oktober 1691 in Raab/Győr, Ungarn)
- Johanna Sofie (* 29. Juni 1672 in Detmold; † 8. November 1675 ebenda)
- Albertine (* 24. August 1673 in Detmold; † 29. Dezember 1673 ebenda)
- Charlotte Albertine (* 14. Oktober 1674 in Detmold; † 13. Juli 1740 in Wetzlar) – verheiratet am 8. Februar 1707 in Schaumburg mit Graf Karl von Wied-Runkel (* 21. Oktober 1684; † 21. Juni 1764)
- Wilhelm Simon (* 5. Januar 1676 in Detmold; † 21. Januar 1681 ebenda)
- Theodor August (* 28. Juli 1677 in Detmold; † 24. Oktober 1677 ebenda)
- Christoph Ludwig (* 3. April 1679 in Detmold; † 18. Mai 1747 ebenda)
- Theodor Emil (* 20. September 1680 in Detmold; † 11. September 1709), gefallen in der Schlacht bei Malplaquet
- Simon Karl (* 23. März 1682 in Detmold; † 20. September 1703), gefallen in der ersten Schlacht von Höchstädt
- Sofie Florentine (* 8. September 1683; † 24. April 1758 in Altenkirchen) – verheiratet am 29. August 1704 in Detmold mit Graf Maximilian Heinrich von Wied-Runkel (* 1. Mai 1681; † 19. Dezember 1706)
- Freda Henriette (*/† 13. März 1686 in Detmold)
- Wilhelm Karl Dietrich (* 9. November 1686 in Vianen; † 16. Mai 1687 in Detmold)
- August Wolfhart (* 23. Juni 1688 in Detmold; † 18. Januar 1739 in Varenholz) kaiserlicher Feldmarschalleutnant

## Münzwesen

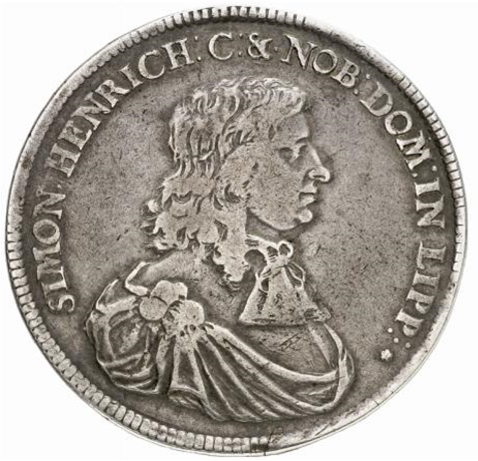
Porträt Simon Heinrichs auf einem Taler von 1672

Während der Regierungszeit Simon Heinrichs wurden etwa 60 verschiedene Gold-, Silber-, Kupfer- und Billonmünzen – für lippische Verhältnisse relativ viele Münzen – geprägt: Dukaten, Taler, Mariengroschen und Pfennige. Auf Münzen des Jahres 1692 erschien erstmals auch das neue gräfliche Wappen mit dem Herzschild der Herrschaft Vianen.
Das Münzwesen in Lippe wurde während der Regierungszeit Simon Heinrichs unter anderem durch die Konferenz von Oerlinghausen (18. April 1671), den Münztag zu Herford (11. Dezember 1673) sowie die Konferenz von Röhrentrup (1685) bestimmt.